# ジョン・ユドキン
ジョン・ユドキン（John Yudkin、1910年8月8日 - 1995年7月12日）は、イングランドの生理学者、栄養学者。クイーン・エリザベス大学の栄養学教授であり、同大学にて栄養学部を創設した。
1972年に出版した著書『Pure, White and Deadly』（邦題：『純白, この恐ろしきもの―砂糖の問題点』）で国際的な評判を獲得し、1986年には本書の改訂版を発表した。砂糖の危険性については、ユドキンは少なくとも1957年から主張しており「砂糖は虫歯、肥満、糖尿病、心臓発作を惹き起こす直接の原因である」と断じている。『This Slimming Business』（1958年）を初めとする著書を出しており、体重を減らしたい人に対して炭水化物の摂取を制限する食事法を勧めた。
ユドキンは症例対照研究の設計(Case Control Designs)において交絡因子(Confounding Factors)の可能性を組み込まなかったことで、強い批判に晒された。心血管疾患(Cardiovascular Disease)に影響を与える可能性がある他の危険因子が考慮されておらず、すぐに心血管疾患における危険因子である喫煙が砂糖の摂取と関連しているというデータが得られ、砂糖の摂取ではなく喫煙によって心血管疾患のリスクが説明されることが示された。
ユドキンはこの交絡因子について説明できなかったため、「スクロース（砂糖）が心血管疾患における危険因子であるという説は、臨床的、疫学的、理論的、実験的エビデンスによる裏付けがない」としてミネソタ大学の生理学者、アンセル・キース(Ancel Keys)から厳しく批判された。
2000年代の後半に「肥満・糖尿病・メタボリック症候群を惹き起こす原因は砂糖にあるのではないか」という考えが広まるようになり、ユドキンの主張に再び関心が高まるようになる。カリフォルニア大学の神経内分泌学者、ロバート・ラスティグ(Robert Lustig)による砂糖・果糖の危険性についての講演を収めた動画が2009年に公開されると（カリフォルニア大学が製作・公開した動画『Sugar: The Bitter Truth』）、肥満やメタボリック症候群(Metabolic Syndrome)への関心が強まり、ユドキンの著書や主張が再び注目されるようになった。。
2012年、『Pure, White and Deadly』は再刊され、ラスティグはその序文を担当している。

## 生い立ちと教育
ロシアで常態化していたポグロム(Погром, ユダヤ人に対する迫害行為)から逃れてきた正統派ユダヤ人の家庭に生まれ、ロンドン・イーストエンドで育つ。6歳の時に父を亡くし、ジョンを含めた5人の兄弟は貧困生活を余儀なくされた。
ハックニー・ダウンズ・スクール(Hackney Downs School)と、チェルスィー総合技術専門学校(Chelsea Polytechnic)への奨学金を獲得し、1929年には理学士号を取得する。その後、ケンブリッジ大学での奨学金給付試験を受けられることに気付いた。ケンブリッジ大学（クライスツ・カレッジ, Christ's College, Cambridge）に特待生（奨学金給費生）として入学し、1931年に生化学部を卒業し、その博士号を取得する。微生物による代謝の研究の草分け的存在である生化学者、マージョリー・スティーブンソン(Marjory Stephenson)による指導のもとで働き始める。ユドキンの書いた論文は、「適応酵素」(Adaptive Enzymes)に関するものであった。ユドキンの論文は、のちに細菌及び微生物が酵素を誘導する際の詳細な過程を解明することになるフランスの生物学者、ジャック・モノー(Jacques Monod)に影響を与え、モノーはのちにノーベル賞を受賞した。
1934年には医学研究を開始し、ケンブリッジ大学にて医学生たちに生理学と生化学を教え始める。1935年にはロンドン病院にて臨床研究(Clinical Studies)を開始するが、その間にもケンブリッジ大学で学生たちに教え続けた。

## 研究者として
| - 英国王立化学特別研究員(1938年) - 英国王立医師会特別研究員(1946年) - 生物学研究所研究員 (1958年) - キングス・カレッジ・ロンドン特別研究員 (1971年) - 英国王立医師会特別研究員（1975年） - ヘブライ大学名誉研究員 (1993年) |

1938年に医学研究を修了したユドキンは、クライスツ・カレッジの医学研究部長に任命された。同年、ケンブリッジにあるダン栄養研究所(The Dunn Nutritional Laboratory)にて、食事におけるビタミンの効果についての研究を始めた。ケンブリッジで暮らす就学児童たちの栄養状態についてのユドキンの研究は、ビタミン補給が彼らの身体全体の健康状態に対してまるで効果を示さなかった、という結果になった。また、ケンブリッジでの貧困地域に住む子供たちは、富裕層の子供たちと比べて、身長が低く、体重は軽く、血色素(Hemoglobin)の濃度は低く、握力が弱いことも偶然判明した。さらに、スコットランドにある3つの工業都市に住む子供たちは、ケンブリッジに住む平均的な子供たちに比べて、これら4つの要素の測定値が弱かった。また、スコットランドにある市街に住む貧困層の子供たちは、富裕層の子供たちに比べて、これらの測定値が劣っていた。これらの発見は、栄養の摂取は生物学のみならず、社会的・経済的な構成要素や関わりがある、ということをユドキンに確信させるのに役立った可能性がある。1942年、ユドキンはタイムズ紙(『The Times』)に記事を寄稿し（当時の慣習として、匿名で公開された）、イギリスには食糧省、保健省、医学研究評議会、食糧政策内閣諮問委員会といった、何らかの形で栄養に関係する組織が多数ある旨を指摘した。栄養についての統一計画の策定に責任を負う単一の組織体は無く、食糧政策を監督する栄養諮問委員会が必要であった。
だが、ユドキンの提言が聞き入れられることは無かった。
第二次世界大戦中のユドキンは、王立陸軍医療部隊に従軍し、シエラレオネに配属となった。ユドキンは、ここにいた兵士たちの間で蔓延していた皮膚病について研究し、これは感染によるものではなく、リボフラヴィン(Riboflavin, 水溶性ビタミンの一種)の欠乏が原因であることを発見した。大英帝国が植民地にしていた西アフリカの国々（ガンビア、シエラレオネ、ゴールドコースト、ナイジェリア）にて、陸軍が兵士たちに提供していた食事は均一なものである点にも気付いた。理論上は、その食事はキビのような雑穀由来のリボフラヴィンを含み、栄養不足は起こらないように見えた。しかし、キビはゴールドコーストやナイジェリアにおける主食であるにもかかわらず、シエラレオネの兵士たちはこれを忌み嫌っており、彼らはたとえ空腹であったとしてもこれを食べようとはしないことが判明した。この時の経験は、ヒトが食べ物を選ぶ際の習慣と育成の重要性をユドキンに痛感させた可能性がある。1945年、ユドキンはクイーン・エリザベス大学(当時は『The King's College of Household and Social Science』という名称であった)の生理学部の学部長に選任された。その後の数年間で、ユドキンによる指導の下、ロンドン大学は栄養学における理学士号を確立した。学生たちは、化学、物理学、生物学、人口統計学、社会学、経済学、心理学を統合した一連の課程を履修した。1953年に最初の学生が入学し、その翌年の1954年に栄養学部が正式に開設され、ユドキンはその栄養学部の教授に就任した。その後の数年間、栄養学部は、対象となるものの生理学的・生化学的側面における学術研究の強みとなるものだけでなく、高齢者の栄養摂取、特定の集団における食品調査、「どの食べ物を選ぶか」の心理学、これらの主題で国際的な評判を獲得した。栄養学部は国外、とくに発展途上国からやって来た留学生たちを受け入れた。
栄養学の教授となったユドキンは、生化学に加えて、適応酵素のさらなる研究、栄養と公衆衛生(Public Health)、裕福病(Diseases of Affluence)、ヒトと動物実験の両方で見られる食べ物の選択、人類の食生活の歴史的側面、これらに関心の幅を広げていった。
だが、ユドキンの最大の関心事は次の2つに集中するようになる。すなわち、肥満の治療および砂糖の過剰摂取とその有害な影響についてであった。

## 砂糖
1950年代初頭に食料の配給が終了すると、肥満に悩む人々の数は増加した。1958年の時点で痩身目的の食事法が数多く流行するが、それらの多くは科学的根拠が無いものであった。ユドキンは「炭水化物を制限すれば体重の制御が可能である」ことを、多くの肥満患者に教示した。ユドキンが炭水化物を制限する食事法について分かりやすく記述した著書『This Slimming Business』（1958年）は人気を博した。1962年には紙表紙本として出版され、1974年には第4版が重刷された。本書はアメリカ合衆国では『Lose Weight, Feel Great』という題名で出版され、オランダ語とハンガリー語にも翻訳された。1961年には『The Slimmer's Cook Book』、1964年には『The Complete Slimmer』を出版した。
ユドキンの砂糖への関心は、20世紀前半から冠状動脈血栓症の発生率が多くの国で大幅に増加したという自身の研究から二次的に湧いた。この増加は、医療従事者にとっては大いなる懸念事項であった。1957年に発表されたある論文では、「食べ物に含まれる脂肪、あるいは特定の脂肪分の摂取量の増加が原因である」とした。ユドキンは1952年の時点での複数の国での食事と冠状動脈血栓症による死亡率、1928年から1954年にかけてのイギリス国民の食事の傾向と冠状動脈血栓症による死亡率も分析した。これらの分析からは、「脂肪の総摂取量、動物性脂肪の摂取、水素添加脂肪の摂取が冠状動脈血栓症の直接の原因である」ことを示す証拠は見付からなかった。冠状動脈血栓症による死をもたらす原因として最も可能性が高い単一の要因となったものは砂糖であった。イギリスにおける食事の歴史的傾向の分析結果では、単一の食事要因は発見できず、過去数十年間で生活習慣の一部の変化が冠状動脈血栓症による死亡率を押し上げていることを示唆した。明らかな変化の1つは運動量の減少、もう1つは食べ物の変質にあった。20世紀前半に砂糖の消費量が劇的に増加した点を考慮したユドキンは、砂糖は肥満のみならず、冠状動脈性心臓病(Coronary Heart Disease)の原因でもあるのではないかと疑い始めた。複数の国における過去の歴史的資料について調べたところ、裕福になるにつれて加工食品の消費量、それに含まれる砂糖の消費量が増加し、貧しい国々でも砂糖が使われている加工食品が入手しやすくなると、それらは栄養価の高い食べ物よりも優先的に購入される可能性があることが分かった。1964年、ユドキンは「より裕福な国では、砂糖および砂糖を含む食べ物が、肥満・虫歯・糖尿病・心臓発作を含めた疾患の原因になることを示す証拠がある」と書いた。ユドキンは同僚とともに砂糖の摂取と疾患との因果関係が患者一人一人の身体で証明されるかどうかを調査したところ、アテローム性動脈硬化症(Atherosclerotic Disease, 冠状動脈性心臓病の頻繁な前兆)の患者が、その対照となる患者と比較して、砂糖をかなり摂取していたことが判明した。この考えを受け入れるうえでの障害となるものは、この頃に広く根付いていた「砂糖は体内に入ると、デンプンと同じように代謝される」という信条であり、この2つには違いは無い、と考えられていた。しかし、ユドキンが同僚とともに、有志たちと実験動物の身体にそれぞれ異なる量の砂糖およびデンプンを投与したところ、この2つの代謝効果には大きな違いがあることが分かった。同僚の1人であったトマス・L・クリーヴ(Thomas L. Cleave)と異なり、ユドキンは「砂糖は精製された穀物以上に有毒な物体である」と確信しており、「精製された炭水化物」という用語を使おうとはしなかった。「白い小麦粉は砂糖と同じぐらい危険である」という印象付けになるためであった。
1967年、ユドキンは、砂糖はインスリン(Insulin)の分泌を攪乱し、ひいてはこれがアテローム性動脈硬化症と糖尿病の原因となる可能性を示唆した。

### アンセル・キースとの論争
1972年に出版した『Pure, White, and Deadly』は、一般の読者に向けて書かれたものであった。その主張は「砂糖は冠状動脈血栓症、肥満、虫歯、糖尿病、肝臓病、痛風、消化不良、癌に関与している」というものであり、ユドキンによる研究や、他の生化学研究、疫学研究に基づいている。アメリカ合衆国では『Sweet and Dangerous』という題名で出版され、ドイツ語、イタリア語、スウェーデン語、フィンランド語、ハンガリー語、日本語にも翻訳された。1986年には、本書の改訂版が出版された。
ユドキンはこの本の第一章を以下の結びの言葉で終えている。
「I hope that when you have read this book I shall have convinced you that sugar is really dangerous.」（「この本を読み終えたとき、読者の皆さんの中で『砂糖は間違いなく危険である』との確信が強まりますように」）
砂糖業界や加工食品の製造業者たちにとって、この本は到底受け入れがたいものであった。彼らはさまざまなやり方でユドキンの行動を妨害した。この本の最終章には、ユドキンの研究に対する資金の提供を妨害し、本の出版を阻止しようとした企ての例が列挙されている。「動物性食品に豊富に含まれる飽和脂肪酸(Saturated Fat)こそが心臓病の原因である」と断じていたアメリカ合衆国の生理学者、アンセル・キース(Ancel Keys)は、「砂糖こそがその真犯人である」とするユドキンの主張を一蹴するため、悪意ある言葉でユドキンの名誉を傷付けた。
キースは以下のように述べ、ユドキンをこき下ろした。
冠状動脈性心臓病(Coronary Heart Disease, CHD)を惹き起こす原因は砂糖にあるとし、その重大な影響について主張するユドキンには、理論的根拠も、実験に基づく証拠による裏付けも無いことは明白である。冠状動脈性心臓病を患っている人は砂糖を過剰摂取している、とする彼の主張はどこにも見当たらず、本人の主張よりも遥かに上質な方法論もしくは大規模な研究で反証されている。そして、ユドキンが提示した「証拠」は人口統計学(Population Statistics)と年次推移に基づいており、最も初歩的な批判的考察にも耐えきれないだろう。だが、宣伝活動は繰り返され続ける・・・。残念なことに、ユドキンによる見解は、とある商業的利益に訴えかけるものであり、信用を失っているこの主張の宣伝は、多くの国に住む一般大衆に向けて、周期的に何度も吹聴され続けるのだ。
ユドキンによる砂糖有害論に不信感を抱かせるキースの試みは奏功した。砂糖に対する警告は、1995年にユドキンが亡くなるまで真剣に受け止められることは無かった。
ユドキンの主張を裏付けるだけの「理論的根拠は無い」との批判を受けた 一方で、アメリカ合衆国においてはユドキンの著書は売れ行きを伸ばした。その後、ジョージ・マッガヴァン(George McGovern)が発表した食事療法の目標の指針として、1977年に砂糖の摂取量を40%減らすよう推奨し、1980年に合衆国政府が発表した指針では「砂糖の過剰摂取をしないように」との記述がある。
ユドキンが示した砂糖の危険性とその証拠は、2013年1月に『ブリティッシュ・メディカル・ジャーナル』(The British Medical Journal)で発表され、集中的に取り上げられた。

### 再出版
2009年、カリフォルニア大学の神経内分泌学者、ロバート・ラスティグ(Robert Lustig)は、『Sugar: The Bitter Truth』（『砂糖：受け入れがたい真実』）と題した講演を行った。これはカリフォルニア大学が動画として納め、公開している。ラスティグは同僚とともに、ユドキンによる主張とは別に、砂糖は体に有害且つ深刻な影響を及ぼすことを発見し、この講演の中でユドキンによる研究に言及し、嘆賞した。ラスティグによるこの講演はユドキンの再来に貢献した。
最初の登場から40年経過した2012年、『Pure, White and Deadly』は、ラスティグによる序文とともに再び刊行され、これはドイツ語と韓国語に翻訳された。ユドキンの研究に関する記事や、食品業界によるユドキンへの妨害や名誉棄損の目論見は、一般紙 や、イギリス、オーストラリア、カナダのテレビ番組でも取り上げられた。

## 晩年と死
ユドキンは1971年に教授を退職し、その後、研究論文や著書の執筆を続けた。1976年に発表した『This Nutrition Business』はスペイン語に翻訳された。1977年に『A–Z of Slimming』、1982年に『Eat Well, Slim Well』、1985年に『The Penguin Encyclopedia of Nutrition』（のちにフランス語に翻訳）、1990年には『The Sensible Person's Guide to Weight Control』を発表した。一般の雑誌にも記事を寄稿し続けたユドキンは、その名をよく知られるようになった。
また、ユドキンはイスラエルに対して長きに亘って関心の目を向けてきた。1948年のイスラエル建国宣言からまもなく、ユドキンはイスラエルが国家として直面した栄養問題についての助言を求められた。ユドキンはヘブライ大学(Hebrew University of Jerusalem)の理事でもあった。医学、栄養、料理法を専門とする古書も収集した。
1995年7月12日、ユドキンは亡くなった。死後、ユドキンが収集した所蔵品は、イェルサレムにあるイスラエル国立図書館に寄贈された。

## 著書
- Yudkin, John (1958). This Slimming Business. London: MacGibbon and Kee. OCLC 1438051
- (1964). The Complete Slimmer. London: MacGibbon and Kee. OCLC 6577528
- (1972). Pure, White and Deadly: The Problem of Sugar. London: Davis-Poynter. ISBN 978-0706700565. OCLC 571307
- (1976). This Nutrition Business. Sevenoaks: Teach Yourself Books. ISBN 978-0312800550. OCLC 3168592
- (1977). A–Z of slimming. London: Davis-Poynter. ISBN 978-0706702132. OCLC 3868327
- (1982). Eat Well, Slim Well. London: Collins and Davis-Poynter. ISBN 978-0002163965. OCLC 16552964
- (1985). The Penguin Encyclopaedia of Nutrition. Harmondsworth: Viking. ISBN 978-0670801114. OCLC 12096288
- (1990). The Sensible Person's Guide to Weight Control. London: Smith-Gordon. ISBN 978-1854630438. OCLC 59832913

共著本
- Yudkin, John; Chappell, G. M. (1961). The Slimmer's Cookbook. London: MacGibbon and Kee
- Yudkin, John, ed (1964). Changing Food Habits. London: MacGibbon and Kee
- Yudkin, John, ed (1966). Our Changing Fare: Two Hundred Years of British Food Habits. London: MacGibbon and Kee
- ; Barker, T. C.; Oddy, D. J. (1970). The Dietary Surveys of Dr Edward Smith 1862–3. London: Queen Elizabeth College
- Yudkin, John, ed (1971). Sugar. London: Butterworths
- Yudkin, John, ed (1971). Fish in Britain. London: Queen Elizabeth College
- Yudkin, John, ed (1974). Obesity Symposium. Edinburgh: Churchill Livingstone
- Yudkin, John, ed (1978). Diet of Man: Needs and Wants. London: Applied Science Publishers

## 参考
1. 1 2 3 4 5  Louise Davies (1995年7月24日). “Obituary: John Yudkin”. The Independent. 2016年10月21日時点のオリジナルよりアーカイブ。2021年2月26日閲覧。
2. 1 2  Yudkin, John (27 July 1957). “Diet and Coronary Thrombosis”. The Lancet 270 (6987):  155–162. doi:10.1016/s0140-6736(57)90614-1. PMID 13450357.
3. ↑  “Sucrose”. pubchem.ncbi.nlm.nih.gov.   National Library of Medicine, National Center for Biotechnology Information. 2021年2月26日閲覧。
4. 1 2 3  Yudkin, John (1964). “Patterns and Trends in Carbohydrate Consumption and their Relation to Disease”. Proceedings of the Nutrition Society 23 (2):  149–162. doi:10.1079/pns19640028. PMID 14189103.
5. ↑  A.E. Bennett, Richard Doll, R.W. Howell (16 May 1970). SUGAR CONSUMPTION AND CIGARETTE SMOKING. The Lancet. doi:10.1016/S0140-6736(70)91147-5 2021年2月26日閲覧。.
6. ↑  Keys, Ancel (1971). “Sucrose in the diet and coronary heart disease”. Atherosclerosis 14 (2):  193–202. doi:10.1016/0021-9150(71)90049-9. PMID 4940760.
7. 1 2 3  Sugar: The Bitter Truth - YouTube. University of California Television.
8. 1 2  Taubes, Gary (2011年4月3日). “Is Sugar Toxic?”.  The New York Times. 2014年8月9日時点のオリジナルよりアーカイブ。2021年1月26日閲覧。
9. 1 2  Watts, Geoff (15 January 2013). “Sugar and the heart: old ideas revisited”. BMJ 346:  e7800. doi:10.1136/bmj.e7800. PMID 23321487.
10. 1 2 3  Leslie, Ian (2016年4月7日). “The sugar conspiracy”. The Guardian. 2021年8月14日時点のオリジナルよりアーカイブ。2021年2月25日閲覧。
11. ↑  Monod, Jacques (1965年12月11日). “Nobel Lecture: From Enzymatic Adaption to Allosteric Transitions”.   Nobel Media AB. p. 1. 2007年3月31日時点のオリジナルよりアーカイブ。2021年2月26日閲覧。
12. ↑  Yudkin, John (1944). “Nutritional Status of Cambridge School-Children”. British Medical Journal ii (4362):  201–214. doi:10.1136/bmj.2.4362.201. PMC 2286012. PMID 20785586.
13. ↑  Yudkin, John (16 September 1944). “The Nutritional Status of Children and Mothers of Industrial Towns”. The Medical Officer.
14. ↑  Anonymous (1942年8月28日). “Food and Food Values”. The Times
15. ↑  Yudkin, John (October–November 1946). “Riboflavin Deficiency in the West African Soldier”. Journal of Tropical Medicine and Hygiene 49 (5):  83–87. PMID 20281466.
16. ↑  Yudkin, John (1946). “Some Observations on Nutrition in the West African Soldier”. Nutrition, Dietetics, Catering (Spring and Summer):  1–4.
17. ↑  Mandelstam, Joel; J. Yudkin (1952). “Studies in Biochemical Adaptation. The Effect of Variation in Dietary Protein upon the Hepatic Arginase of the Rat”. Biochemical Journal 51 (5):  681–686. doi:10.1042/bj0510681. PMC 1197916. PMID 13018145.
18. ↑  Mandelstam, Joel; J. Yudkin (1951). “Studies in Biochemical Adaptation. Some Aspects of Galactozymase Production in Yeast in Relation to the 'Mass Action' Theory of Enzyme Adaptation”. Biochemical Journal 51 (5):  686–693. doi:10.1042/bj0510686. PMC 1197917. PMID 13018146.
19. ↑  Yudkin, John (November 1964). “Nutrition Education: For Whom and By Whom?”. Home Economics:  16–19.
20. ↑  Yudkin, John (1961–1962). “Nutrition in the Affluent Society”. Memoirs and Proceedings of the Manchester Literary and Philosophical Society 104:  579–86. PMID 14079869.
21. ↑  Yudkin, John (1965). “Evolution, History and Nutrition: Their Bearing on Oral Disease and Other Diseases of Civilisation”. Dental Practitioner 16 (2):  60–64. PMID 5214376.
22. ↑  Yudkin, John (12 May 1956). “Man's Choice of Food”. The Lancet 267 (6924):  645–649. doi:10.1016/s0140-6736(56)90687-0. PMID 13320834.
23. ↑  Yudkin, John (22 June 1963). “Nutrition and Palatability with Special Reference to Obesity, Myocardial Infarction, and Other Diseases of Civilisation”. The Lancet 281 (7295):  1335–1338. doi:10.1016/s0140-6736(63)91920-2. PMID 14002890.
24. ↑  Khairy, Melek; T.B. Morgan and J. Yudkin; Yudkin, John (1963). “Choice of Diets of Differing Caloric Density by Normal and Hyperphagic Rats”. British Journal of Nutrition 17:  557–568. doi:10.1079/bjn19630058. PMID 14083954.
25. ↑  T.C. Barker, J.C. McKenzie and John Yudkin (1966). Our Changing Fare. London: MacGibbon and Kee. pp. 150–159
26. ↑  Oddy, D.J.; J. Yudkin (1968). “An Evaluation of English Diets of the 1860s”. Proceedings of the Nutrition Society 28:  13A.
27. ↑  Yudkin, John (19 December 1959). “The Causes and Cure of Obesity”. The Lancet 274 (7112):  1135–1138. doi:10.1016/s0140-6736(59)90116-3. PMID 13846696.
28. ↑  Yudkin, John; Janet Roddy (4 July 1964). “Levels of Dietary Sucrose in Patients with Occlusive Atherosclerotic Disease”. The Lancet 284 (7349):  6–8. doi:10.1016/s0140-6736(64)90003-0. PMID 14149219.
29. ↑  Al-Nagdy, Sohair; D.S. Miller, R.U. Qureshi and John Yudkin; Qureshi, R. U.; Yudkin, John (1966). “Metabolic Differences Between Starch and Sugar”. Nature 209 (5018):  81–82. Bibcode: 1966Natur.209...81A. doi:10.1038/209081a0. PMID 5927230.
30. ↑  Akinyanju, P.A.; R.U. Qureshi, A.J. Salter and John Yudkin; Salter, A. J.; Yudkin, John (1968). “Effect of an "Atherogenic" Diet Containing Starch or Sucrose on the Blood Lipids of Young Men”. Nature 218 (5145):  975–977. Bibcode: 1968Natur.218..975A. doi:10.1038/218975a0. PMID 5681247.
31. ↑  Scrinis, Gyorgy (2013). Nutritionism: The Science and Politics of Dietary Advice. Columbia University Press. p. 84
32. ↑  Yudkin, John (1967). Chemistry, Medicine and Nutrition: Symposium held in Bristol on 14–15 April, 1966. London: Royal Institute of Chemistry. pp. 33–44
33. 1 2  Keys, Ancel (1971). “Sucrose in the Diet and Coronary Heart Disease”. Atherosclerosis 14 (2):  193–202. doi:10.1016/0021-9150(71)90049-9. PMID 4940760.
34. ↑  Keys, Ancel (1975). “Coronary Heart Disease - The Global Picture”. Atherosclerosis 22 (2):  149–192. doi:10.1016/0021-9150(75)90001-5. PMID 1103902.
35. ↑  US Senate Select Committee on Nutrition and Human Needs (1977年2月). “Dietary Goals for the United States”. 2021年2月26日閲覧。
36. ↑  “Nutrition and Your Health”. Home and Garden Bulletin.   US Department of Agriculture (1980年2月). 2004年7月31日時点のオリジナルよりアーカイブ。2021年2月26日閲覧。
37. ↑  Rumbelow, Helen (2014年1月9日). “Sugar: The Bitter Truth”. The Times. 2020年2月26日時点のオリジナルよりアーカイブ。2023年1月27日閲覧。
38. ↑  Llewellyn Smith, Julia (2014年2月17日). “John Yudkin: The Man Who Tried to Warn Us About sugar”. The Daily Telegraph. 2014年2月18日時点のオリジナルよりアーカイブ。2023年1月27日閲覧。